# ユークリッド (オハイオ州)
ユークリッド（Euclid）は、アメリカ合衆国オハイオ州のカヤホガ郡にある都市。人口は4万9692人（2020年）。クリーブランドの北東15キロメートルに位置している。

## 歴史
入植が始まったのは古く1800年頃である。1903年に法人化し「ユークリッド町」が誕生した。1930年に市制を施行した。市名は古代ギリシャの数学者エウクレイデスの英語読みである。エリー湖の水運を生かして早くから工業都市として発展した。しかし、第二次世界大戦後は産業構造の変化により経済は停滞傾向になった。

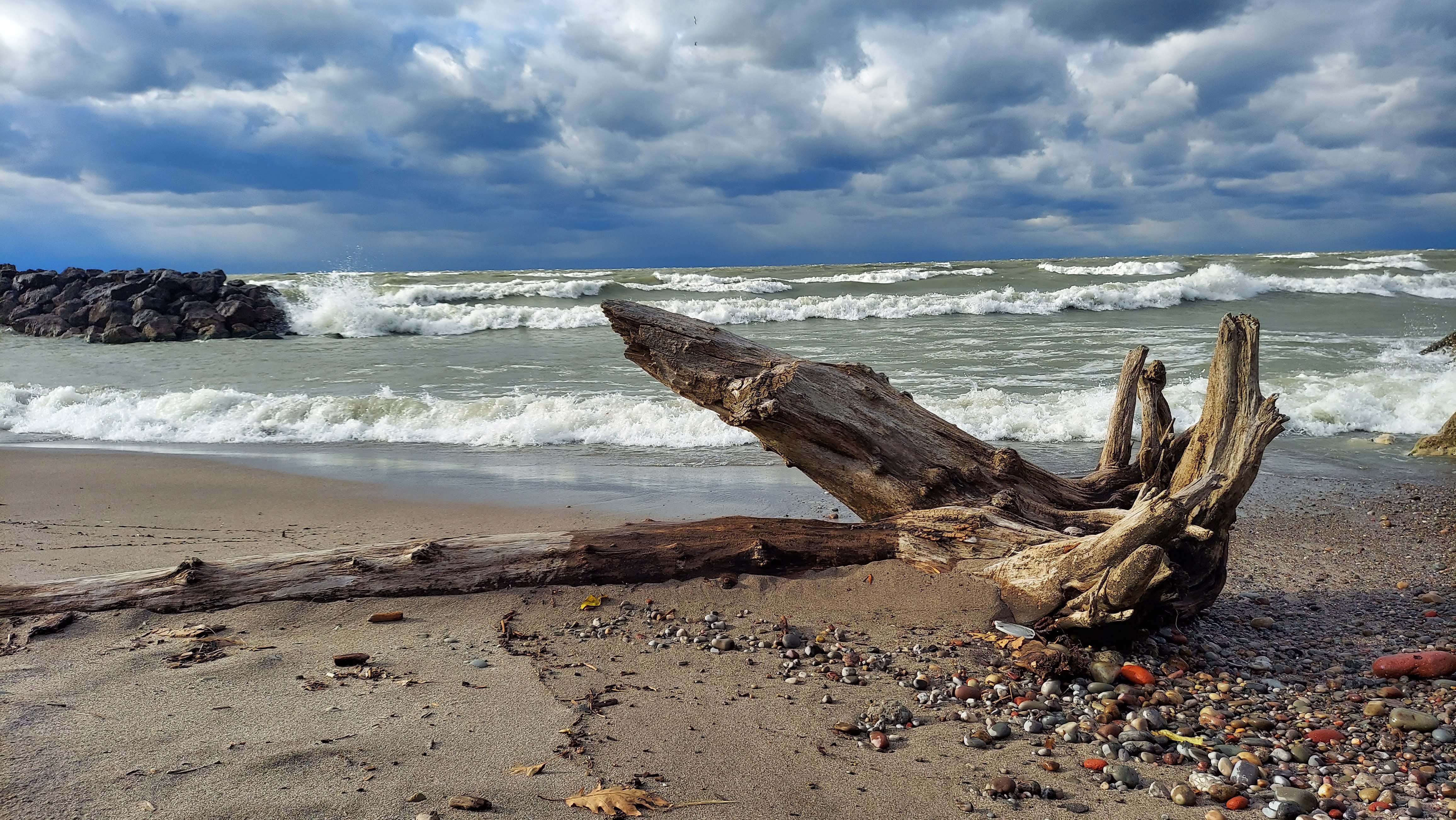
秋のエリー湖

## 民族構成
2020年アメリカ合衆国国勢調査によれば、ユークリッド市の人口の約66パーセントはアフリカ系アメリカ人だった。

## 関係者
- チャールズ・F・ブラッシュ：技術者
- スティーペ・ミオシッチ：格闘家
- ジェリー・ターカニアン：バスケットボール指導者
- ブレット・トムコ：野球選手
- スニータ・ウィリアムズ：宇宙飛行士
- ロジャー・ゼラズニイ：小説家